# سیارک ۳۵۹۷۶
سیارک ۳۵۹۷۶ (به انگلیسی: 35976 Yorktown، نامگذاری:1999MY1)۳۵۹۷۶مین سیارک کشف شده‌است که در ۲۵ ژوئن ۱۹۹۹ کشف شد.